# Porto Amazonas
Porto Amazonas è un comune del Brasile nello Stato del Paraná, parte della mesoregione Metropolitana de Curitiba e della microregione di Lapa. Si trova a 75 km dalla capitale Curitiba.